# 仁木悅子
仁木悅子（1928年3月7日—1986年11月23日），日本推理小說家。本名大井三重子。

## 生平
自幼罹患胸椎疾病而半身不遂，在戰後居住在二哥家時受他鼓勵大量閱讀並投入寫作，她的作品風格爽朗、明快，可讀性強。以兄妹共同擔任偵探的主角結構於日本推理小說文壇獨樹一幟，在1961年成立女流推理小說作家集會「霧之會」，翌1962年和翻譯家後藤安彥結婚，冠夫姓改名二日市三重子（後藤安彥本名為二日市安），仁木悅子除了推理小說外，對兒童文學也有濃厚興趣，同時因為自身肢障，而對協助推行保障身體障礙者的法律不遺餘力。

## 作品概要
仁木悅子筆下主要以仁木雄太郎、悅子兄妹當作主人公，從他們日常生活中遇見的命案為書寫題材，被認為擔綱同名主角的仁木悅子有自身投映的想法，在仁木悅子結婚後其筆下的「仁木悅子」也隨之出嫁，改名淺田悅子，作為主婦偵探活躍在書裡。
仁木悅子的文章明顯試圖將兒童文學和推理小說合二為一，筆風輕快、流暢、可讀性強，於日本推理小說文壇獨樹一幟，時有「日本的阿加莎·克里斯蒂」之美名。
曾在1957年以推理小説《只有猫知道》獲得第3屆江戶川亂步獎，被譽為戰後女流推理作家的先驅，在1981年以作品《赤貓》獲第34屆日本推理作家協會獎短篇獎。

## 作品

### 長編
- 只有猫知道（1957年11月、大日本雄弁会講談社）
- 林中之家（1959年1月 - 6月、『宝石』/1959年9月、講談社）
- 殺人配線圖（1960年6月、桃源社）
- 有刺的樹（1961年2月 - 7月、『宝石』/1961年9月、宝石社）
- 黑色緞帶（1962年6月、東都書房）
- 二つの陰画（1964年9月、講談社）
- 枯葉色街道（1966年2月、ポケット文春）
- 冷えきった街（1971年3月、講談社）
- 沒有亮燈的窗口（1974年8月、講談社）
- 青じろい季節（1974年10月- 1976年2月、『小説推理』/1975年5月、毎日新聞社）
- 陽の翳る街（1982年5月、講談社ノベルス）

### 短編
- 黄色之花（1957年7月、『宝石』/1958年7月、講談社刊『粘土の犬』收錄）
- 粘土之犬（1957年11月、『宝石』/『粘土の犬』收錄）
- かあちゃんは犯人じゃない（1958年2月、『宝石』/『粘土の犬』收錄）
- 灰色手袋（1958年3月、『宝石』/『粘土の犬』收錄）
- 赤い痕（1958年7月、『宝石』/1961年3月、東都書房刊『赤い痕』收錄）
- 虹色の犬（1971年9月、『小説サンデー毎日』/1971年10月、毎日新聞社刊『赤い真珠』收錄）
- 石段の家（1973年3月、『小説新潮』/1973年3月、講談社刊『赤と白の賭け』收錄）
- 虹の立つ村（1976年10月、『小説現代』）
- 沈丁花の家（1977年3月、『カッパマガジン』/1978年3月、立風書房刊『緋の記憶 - 三影潤推理ノート』收錄）
- 緋色記憶（1977年7月、『小説宝石』/『緋の記憶 - 三影潤推理ノート』收錄）
- 赤猫（1980年3月、『小説現代』/1981年6月、立風書房刊『赤い猫』收錄）

### 兒童文學
- 水曜日のクルト（大井三重子名義、1961年、東都書房）
- 消えたおじさん（1961年5月、東都書房）